# Colnbrook
Colnbrook is een plaats in het bestuurlijke gebied Slough, in het Engelse graafschap Berkshire. 

## Galerij

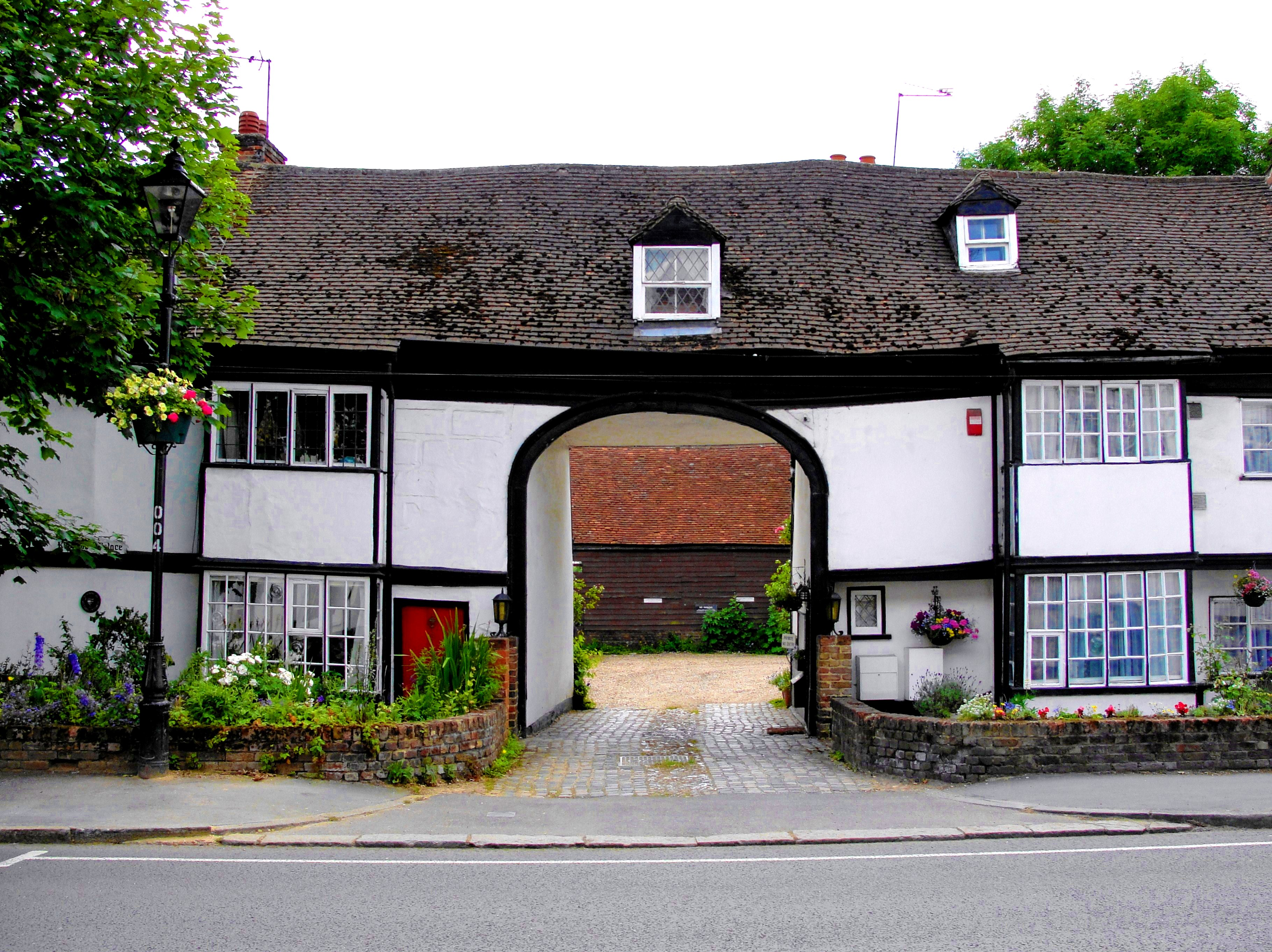
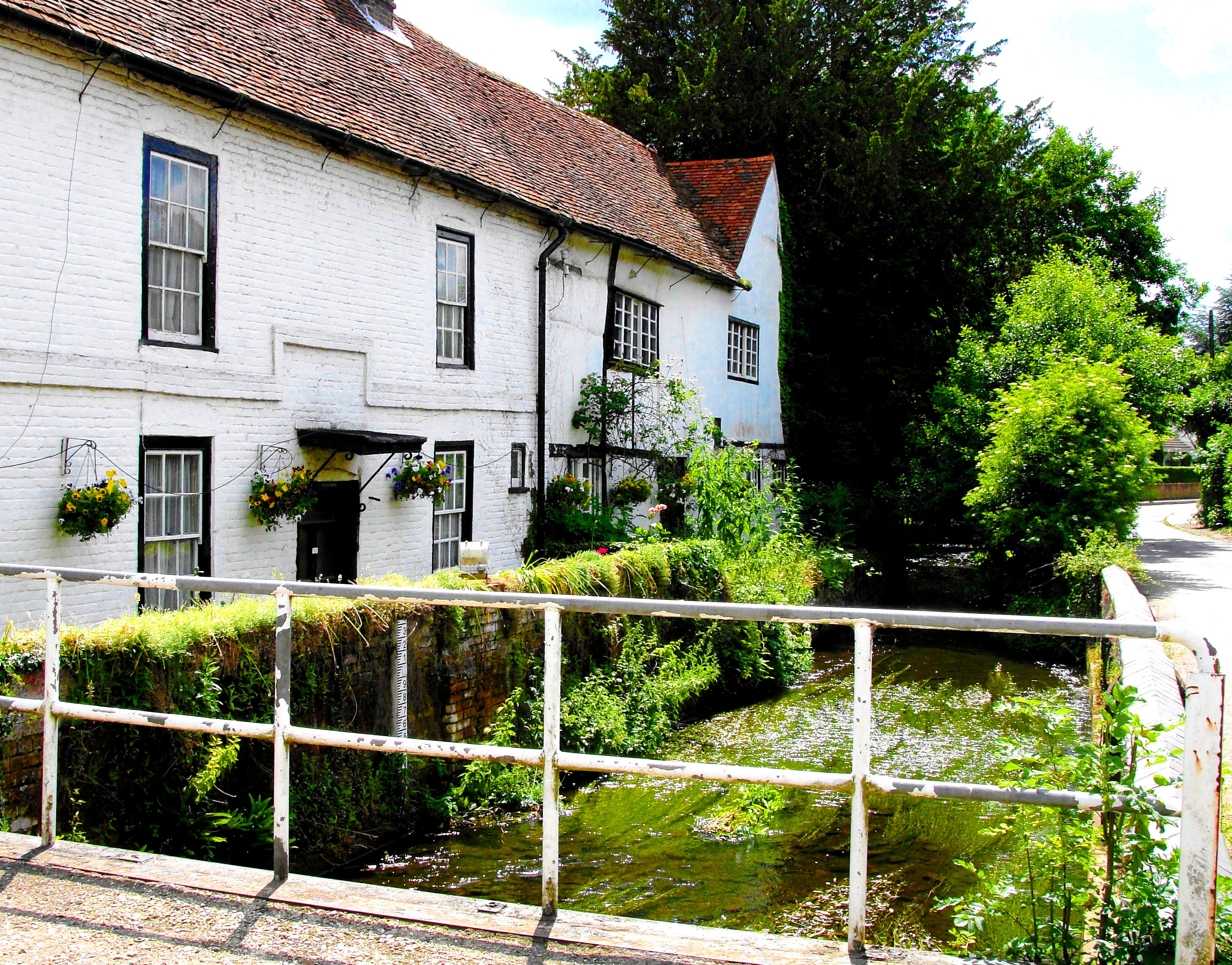
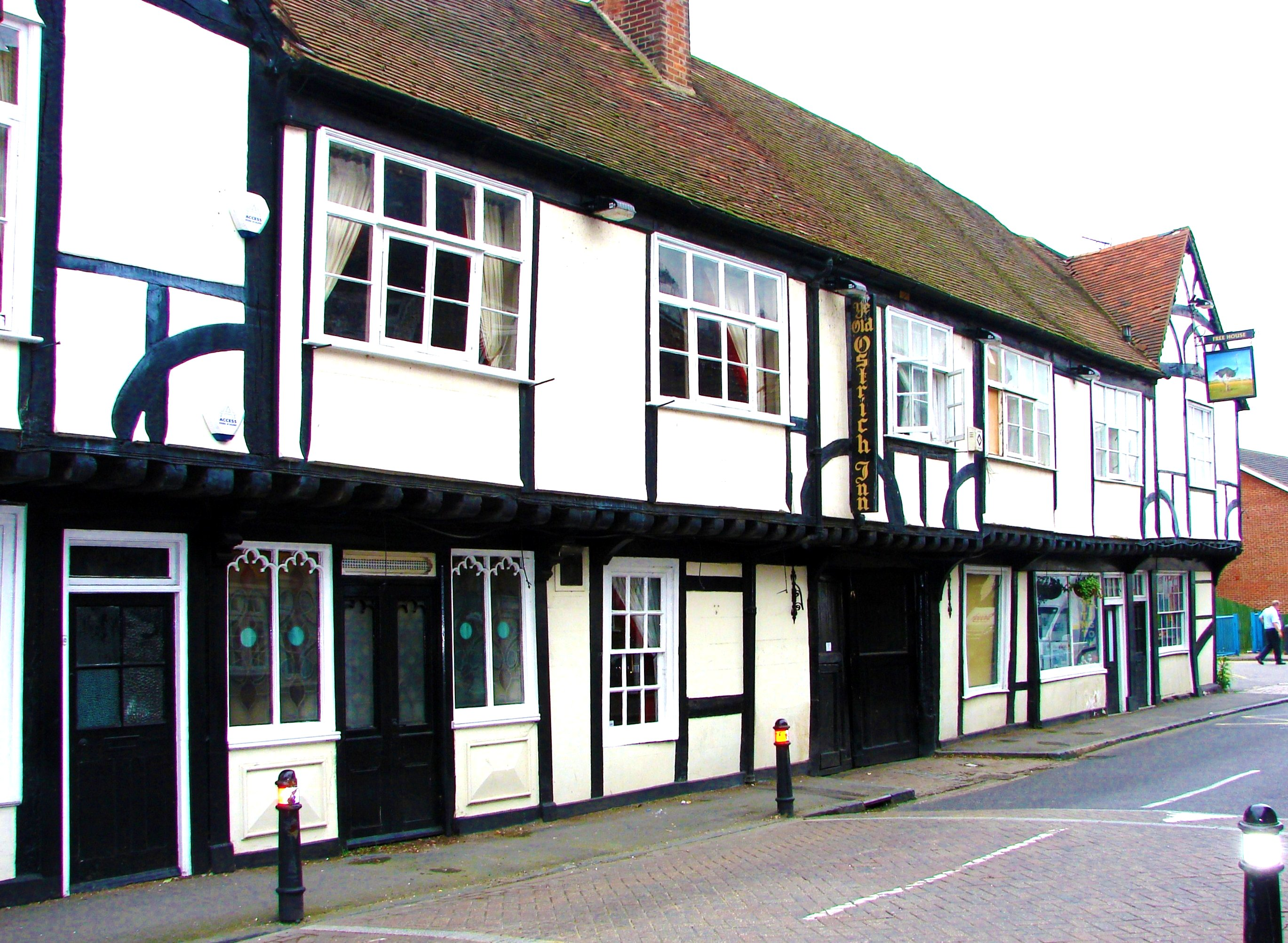
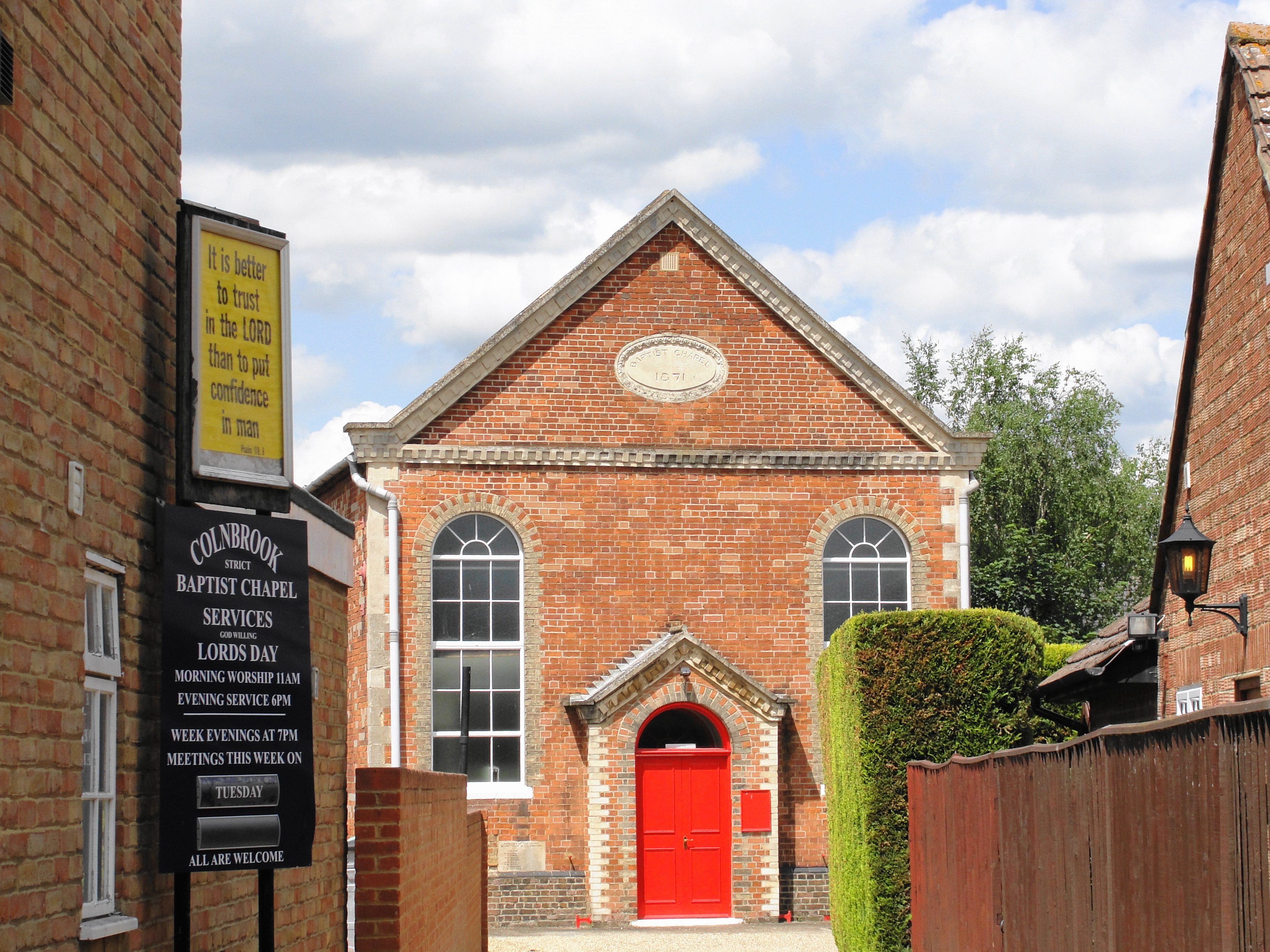
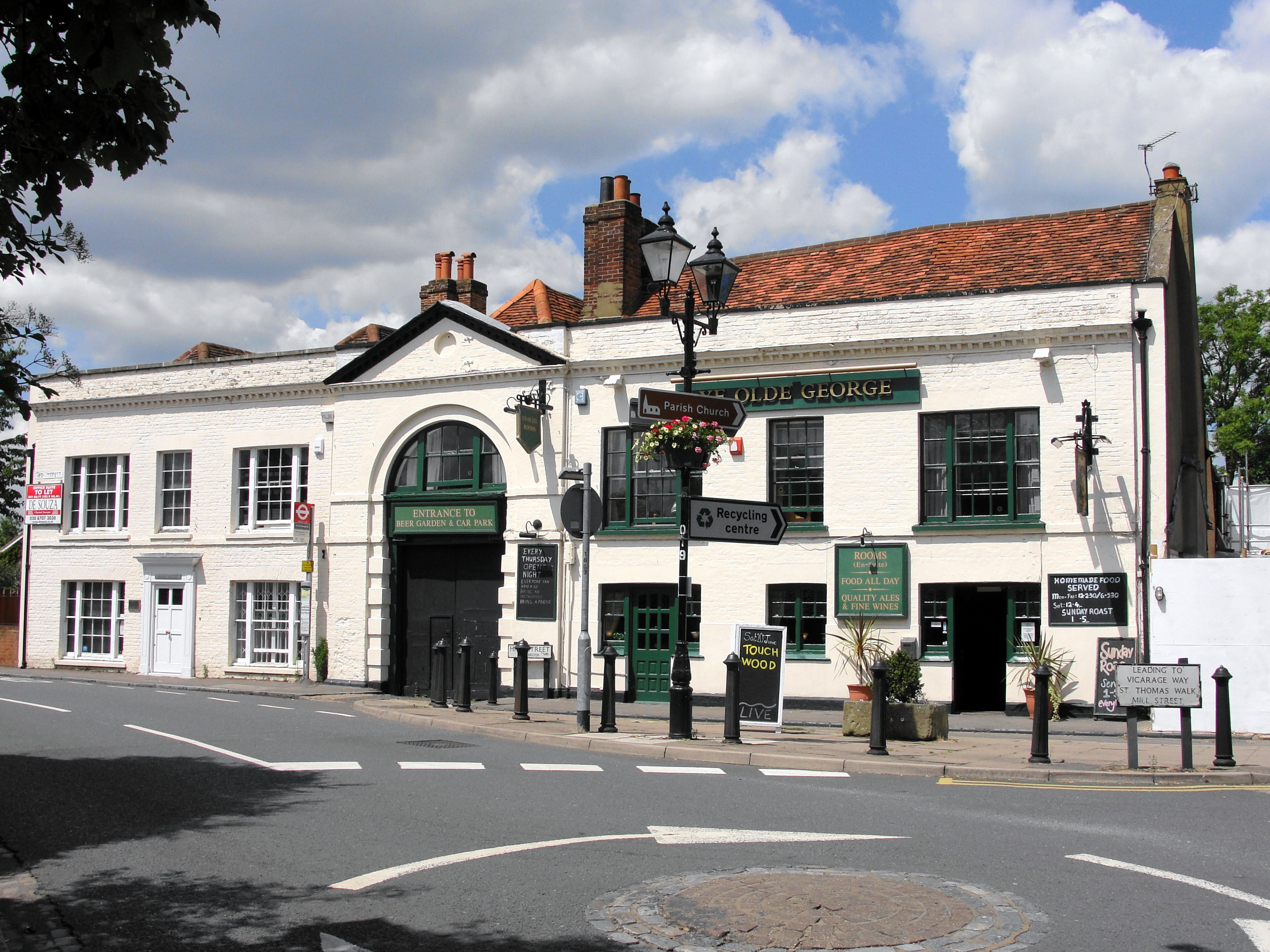